# Diplomatická minuskula

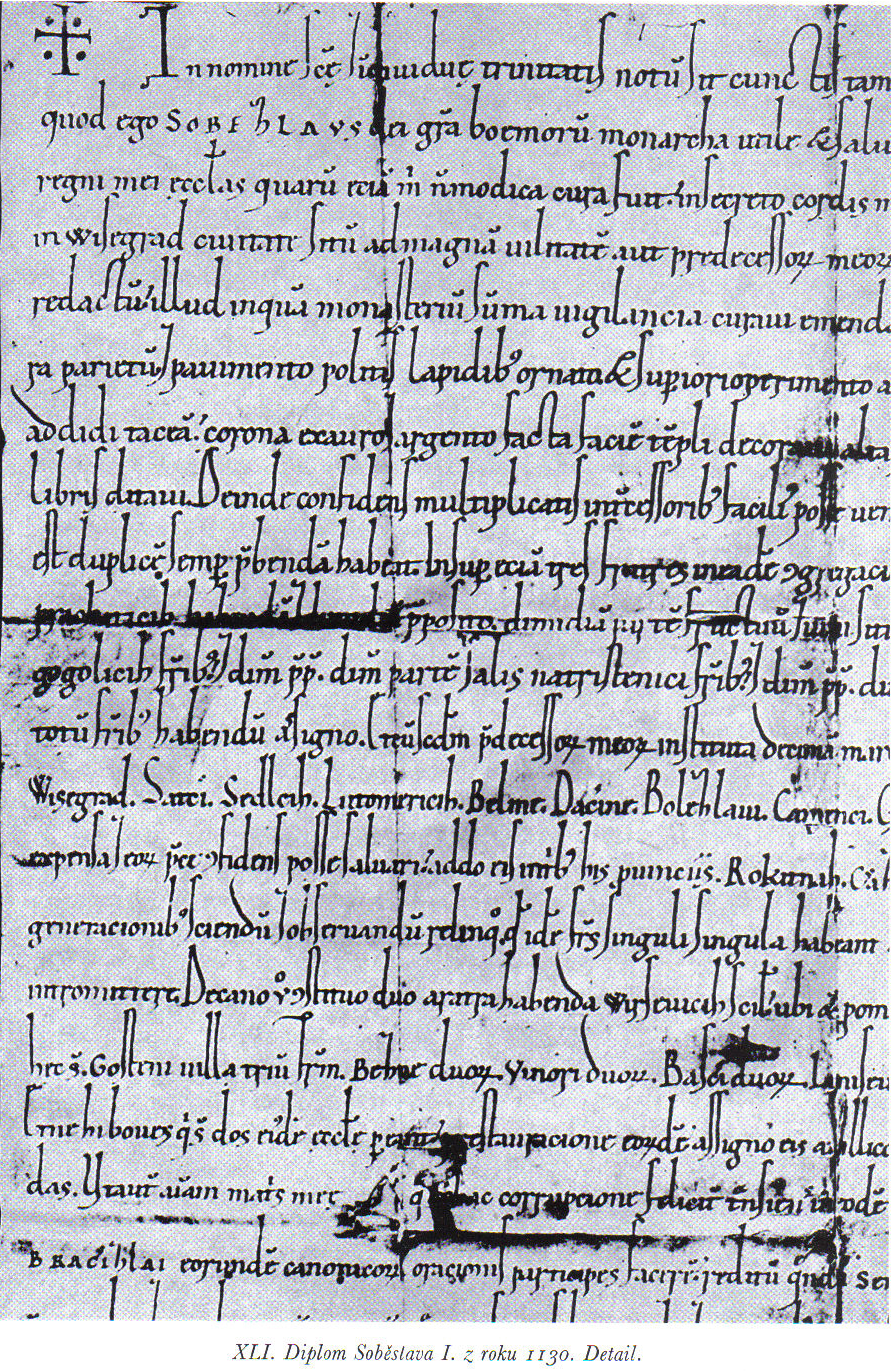
Diplom knížete Soběslava I. z roku 1130

Diplomatická minuskula je listinné písmo, užívané od 9. do přelomu 12. a 13. století.
Diplomatická minuskula se vyvíjela v kanceláři římských císařů a králů. Podle Theodora Sickela měl velkou zásluhu na zavedení tohoto písma do královské kanceláře notář a kancléř Ludvíka Němce Heberhard. Na merovejské listinné písmo začalo v 8. století působit nově se formující karolinská minuskula, což se projevilo větší pravidelností písmové kresby, oddělováním jednotlivých liter a tím došlo ke zmenšení počtu nepřehledných ligatur. Až v polovině 9. století však proběhla skutečná reforma, kterou byla zavedena diplomatická minuskula. Postupem času tato listinná forma karolinské minuskuly ovlivnila nejednu evropskou kancelář. V papežských listinách v 11. století vytlačila starší kuriálu a neobešly se bez ní ani jiné přední panovnické kanceláře či vydavatelé z řad duchovních. Na českém území je diplomatickou minuskulou psána listina knížete Soběslava I. z roku 1130 a soubor písemností olomouckého biskupa Jindřicha Zdíka.
Jedná se v podstatě o tvarovou modifikaci karolinského písma. Z ní převzala minuskulní vzpřímené „d“, zvláštní podobu zkratky „et“ „&“, či trojkovou formu litery „g“. I přes značný vliv nového knižního písma si zachovává kurzívní ráz. V počátku této obdoby karolinské minuskuly lze spatřit prvky ustupující merovejské kurzívy, mezi které náleží otevřená forma grafému „a“. Drobné litery a předimenzované horní dotažnicové délky, které jsou na koncích různými způsoby ohýbány nebo zdobeny jednoduchými i složitějšími smyčkami, patří k nejreprezentativnějším prvkům diplomatické minuskuly. Smyčka se vyskytuje i u písmene „c“ či všeobecného zkracovacího znaménka. Některé atributy nám pomáhají k dataci listin. Již vzpomenuté merovejské dekadentní prvky mizí nejpozději během první poloviny 10. století. Ve 12. století se začíná písmový obraz minuskuly úžit a hranatět, čímž je předznamenán nástup nového písma gotického.